# Condado de Echeverría de Legazpia
El condado de Echeverría de Legazpia es un título nobiliario español creado por Francisco Franco el 18 de julio de 1958, a favor de Patricio Echeverría y Elorza, empresario metalúrgico vasco, hijo de artesanos, que «se distinguió por la gran labor social efectuada con sus obreros: viviendas, escuelas, bibliotecas, asilo para ancianos, y preventorio antituberculoso».

## Denominación
La denominación de la dignidad nobiliaria refiere al apellido paterno, por lo que fue universalmente conocida la persona a la que se le otorgó dicha merced nobiliaria, y a la localidad natal del I marqués, Legazpia, en la provincia de Guipúzcoa.

## Carta de otorgamiento
El título nobiliario se le otorgó por: 

«El extraordinario mérito que reúne este gran español, que ha dedicado su vida al engrandecimiento de la industria y al mejoramiento social y moral de los obreros que trabajan en sus fábricas, merece ser premiado y perpetuado con un título nobiliario que recuerde el reconocimiento de la Patria a uno de sus hombres más significativos en la tarea de elevar el nivel de vida los españoles».
Real Decreto de concesión, en diario ABC, 18 de julio de 1958, página 37..

## Condes de Echeverría de Legazpia
|                               | Titular                        | Periodo                       |
| Creación por Francisco Franco | Creación por Francisco Franco  | Creación por Francisco Franco |
| ----------------------------- | ------------------------------ | ----------------------------- |
| I                             | Patricio Echeverría y Elorza   | 1958-1972                     |
| II                            | José Echeverría y Aguirre      | 1974-1993                     |
| III                           | Patricio Echeverría y Ezcurdia | 1995-actual titular           |

## Historia de los condes de Echeverría de Legazpia
- Patricio Echeverría y Elorza (1882-1972), I conde de Echeverría de Legazpia.

Casó con Teresa Aguirre Aseguinolaza (1883-¿?), con quien tuvo ocho hijos: Lorenza (n. 1907), José (n. 1910), Juana (n. 1913), María de la Cruz (n. 1916), Felisa (n. 1919), Patricio (n. 1922), Román (n. 1925) y María-Teresa (n. 1928) Echeverría y Aguirre. Le sucedió, por carta de sucesión, el 10 de diciembre de 1974, su hijo primogénito:
- José Echeverría y Aguirre (1910-1993),[5] II conde de Echeverría de Legazpia.

Casó con Julia Ezcurdia Iribas, con quien tuvo seis hijos: Patricio, Pedro, Marta, María Teresa, José María y Álvaro Echeverría y Ezcurdia. Le sucedió, por real carta de sucesión de fecha 10 de marzo de 1995, su hijo primogénito:
- Patricio Echeverría y Ezcurdia (1941-¿?), III conde de Echeverría de Legazpia.[6]

Casó con Ana María Bornaechea Morlans, con quien tiene dos hijos: Patricio y Gonzalo Echeverría y Bornaechea.